# Zdzisław Soluch
Zdzisław Wojciech Soluch (ur. 20 października 1922 we Wręczycy, zm. 2002) – polski elektryk i działacz socjalistyczny, poseł na Sejm PRL VI kadencji.

## Życiorys
Syn Marcina i Heleny. Uzyskał wykształcenie średnie. W latach 1940–1943 zatrudniony był w Kopalni Rud Żelaza w Dźbowie. W marcu 1943 został monterem elektrykiem w Elektrociepłowni „Częstochowa”, a po paru latach został tam kierownikiem kadr i szkolenia. W 1947 został członkiem Polskiej Partii Socjalistycznej, a w 1948 przystąpił z nią do Polskiej Zjednoczonej Partii Robotniczej. W 1951 został absolwentem kursu w Powiatowej Szkole Partyjnej, a w 1952 sześciomiesięcznego kursu dla sekretarzy ds. propagandy w Komitecie Centralnym PZPR. Od 1951 był pracownikiem aparatu partyjnego. Od października 1951 do 1953 pełnił funkcję kierownika wydziału propagandy Komitetu Miejskiego PZPR w Częstochowie, w latach 1953–1959 sekretarza ds. propagandy Komitetu Powiatowego partii w Kłobucku, zaś w latach 1959–1960 sekretarza ds. organizacyjnych, a od lutego 1960 do 1972 I sekretarza KP PZPR w Częstochowie. W 1963 zasiadł w plenum Komitetu Wojewódzkiego partii w Katowicach. W latach 1968–1971 był członkiem Centralnej Komisji Rewizyjnej PZPR. W 1972 uzyskał mandat posła na Sejm PRL w okręgu Częstochowa. Zasiadał w Komisji Komunikacji i Łączności, pełnił również funkcję zastępcy przewodniczącego Komisji Spraw Wewnętrznych i Wymiaru Sprawiedliwości. Od czerwca 1975 do marca 1979 zajmował stanowisko przewodniczącego Wojewódzkiej Komisji Kontroli Partyjnej przy KW PZPR w Częstochowie. Na VII Zjeździe PZPR w grudniu 1975 wybrany w skład Centralnej Komisji Kontroli Partyjnej (do 1980). W listopadzie 1980 został przewodniczącym Wojewódzkiej Rady Narodowej w Częstochowie.

## Odznaczenia
- Order Sztandaru Pracy II klasy
- Krzyż Kawalerski Orderu Odrodzenia Polski (1964)[2]
- Medal za Długoletnie Pożycie Małżeńskie (1998)[3]